# Desafio Dolly Parton

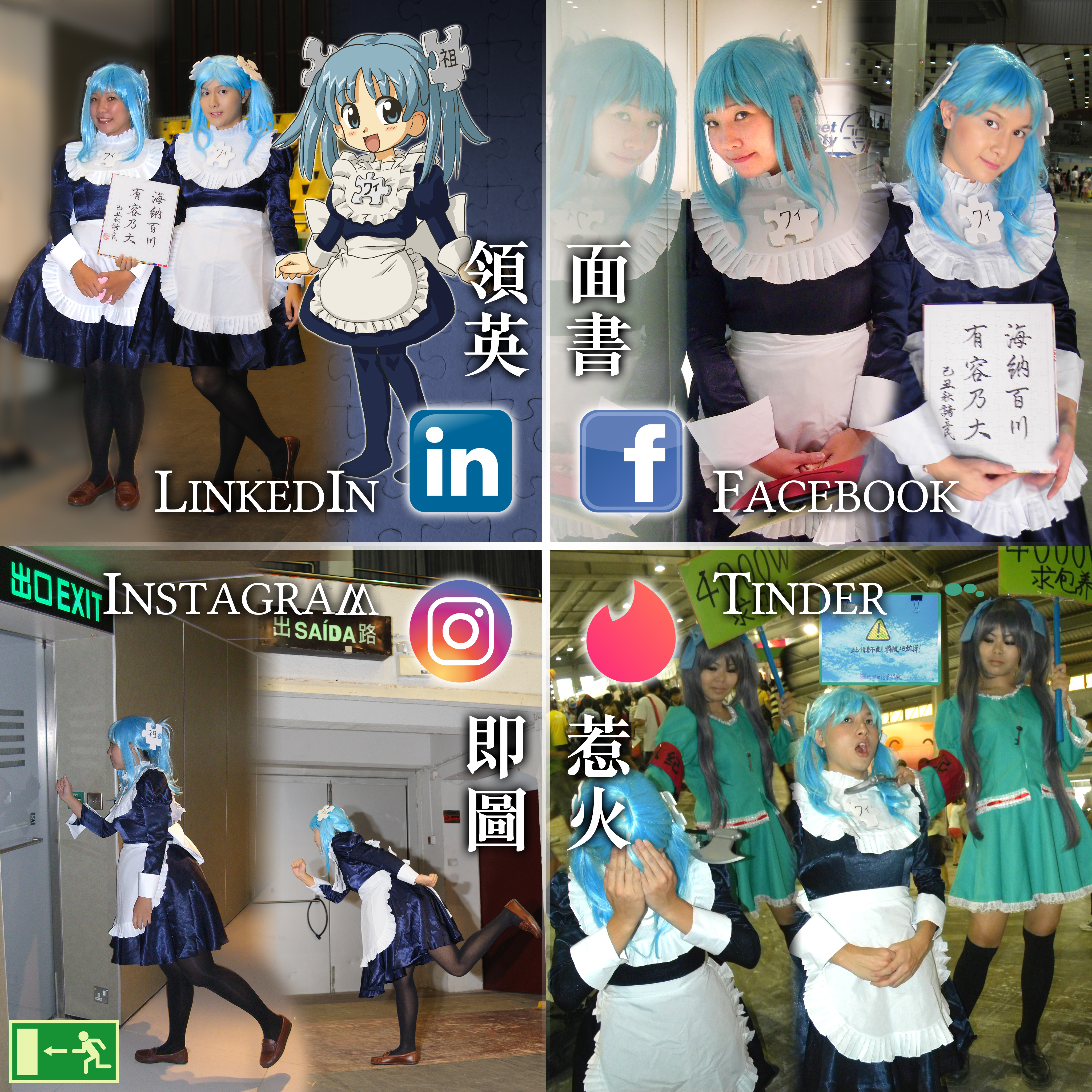
Desafio com cosplayers de Wikipe-tan e Green Dam Girl

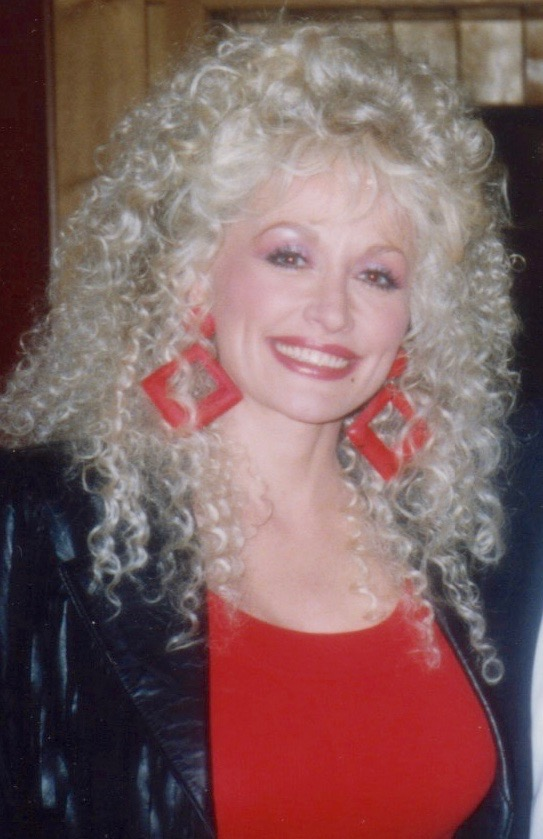
A cantora que apresentou o desafio, Dolly Parton, fotografada em 1989.

O desafio Dolly Parton é uma série de macros de imagens de quatro painéis que mostram como as pessoas se apresentam nas plataformas de mídia social LinkedIn, Facebook, Instagram e Tinder. A primeira a participar foi a cantora americana Dolly Parton em 21 de janeiro de 2020. A postagem original no Instagram se tornou viral, chegando a mais de 1 milhão de curtidas em quatro dias. Pouco depois, outras celebridades e milhares de pessoas desconhecidas postaram suas próprias versões nas redes sociais, como Halle Berry, Janet Jackson, Viola Davis, Celine Dion, Jennifer Garner e Ellen DeGeneres e, em poucos dias, grandes meios de comunicação realizaram matérias sobre o tema.